# Čaa-Chol'skij kožuun
Il Čaa-Chol'skij kožuun (in russo Чаа-Хольский кожуун?; in tuvano: Чаа-Хөл кожуун) è un distretto della Repubblica di Tuva, nella Siberia Orientale. Occupa una superficie di 2 903,10 chilometri quadrati, è suddiviso in 4 sumon, ospita una popolazione di circa 6 173 abitanti e ha come capoluogo il villaggio di Čaa-Chol'.
Nel suo territorio si trova parte del bacino Sajano-Šušenskoe e numerosi corsi d'acqua.